# Кенэ, Франсуа
Франсуа́ Кенэ́ (Кене́; фр. François Quesnay; 4 июня 1694, Мер, близ Парижа — 16 декабря 1774, Версаль) — французский экономист, основоположник школы физиократов. Член Парижской академии наук (1751; associé libre), Лондонского королевского общества (1752).

## Биография
Сын земледельца, Франсуа только в 12 лет научился читать и писать от огородника-подёнщика. Дальнейшее образование получил у сельского кюре и в начальной школе в соседнем городке. В 17 лет он уехал в Париж, где несколько лет работал помощником гравёра и одновременно получал образование. В 1710 году Кенэ начал изучать медицину.
Энергичный и трудолюбивый, в 1718 году он женился на дочери парижского бакалейщика с хорошим приданым, получил степень доктора хирургии и стал главным врачом больницы в городе Мант. Местная аристократия стала пользоваться его услугами (от приёма родов до кровопускания); благодаря её поддержке ему удалось напечатать первый свой труд: «Observations sur les effets de la saignée» (1729—1730), в котором он резко восставал против воззрений пользовавшегося большим влиянием при дворе врача Сильва, пытаясь обосновать психологию на физиологическом уровне и настаивая на целительном действии природы.
В 1734 году герцог Вильруа предложил Кенэ, к тому моменту оставшемуся вдовцом с двумя детьми, постоянную работу в качестве медика в своём доме в Париже. В 1737 году Кенэ получил профессорскую степень и стал постоянным секретарём Хирургической академии. В этом качестве он также активно участвовал в борьбе хирургического цеха против «факультета» — официальной учёной медицины, запрещавшей хирургам заниматься терапией, — а также писал тематические произведения (в том числе медико-философский трактат, посвящённый вопросам о медицинской этике, соотношении теории и врачебной практики и т. д.).
Как врач мадам де Помпадур с 1749 года, он получил доступ ко двору и в 1752 году стал лейб-медиком короля Франции Людовика XV. В его салоне сходились люди самых разнообразных партий — Д'Аламбер, Дидро, Дюкло, Мармонтель, Бюффон, Гельвеций, маркиз Мирабо (старший), Морелле, Тюрго (последние трое были важными учениками Кенэ); в 1766 году посетил его и Адам Смит, проникшийся уважением к хозяину салона.
К экономическим исследованиям Кенэ приступил уже на склоне лет. Первые его статьи по этому предмету, посвящённые вопросам цен на хлеб и налогам, были напечатаны в «Энциклопедии» Дидро, в 1756 году, под рубриками «Fermiers» и «Grains».
В 1758 году он напечатал «Экономическую таблицу» с объяснениями, а с 1766 года начал сотрудничать в «Journal de l’Agriculture, du Commerce et des Finances», выходившем под редакцией Пьера Самюэля Дюпона де Немура. В этом журнале, а также в другом органе физиократов, «Éphémérides du citoyen», основанном Николя Бодо, Кенэ поместил все свои главные экономические статьи: «Dialogues sur les travaux des Artisans», «Observations sur l’intérêt de l’argent», «l’Analyse du gouvernement des Incas du Pérou», «Le despotisme de la Chine». Тот же Дюпон де Немур издал в 1767—1768 гг. сочинения Кенэ под общим заглавием «Physiocratie», после чего последователи Кенэ и получили название «физиократы».
В своём труде «Китайский деспотизм» (Le Despotisme de la Chine), написанном в 1767 году, Кенэ, описывая политику и общество Китая, обращается не столько к действительным сведениям об азиатской стране, сколько к своим собственным представлениям о благотворности такого восточного деспотизма, при котором государство якобы управляется на основе «естественного закона». Одна из версий приписывает популяризацию термина Laissez-faire Венсану де Гурнэ, основавшему его на писаниях Кенэ о Китае. Николя Бодо, ученик всемерно почитавшего учение конфуцианства Кенэ, назвал своего учителя «Конфуцием Европы».
В 1773 году Кенэ издал свой последний труд: «Recherches Philosophiques sur l’Evidence des Vérité s Geometriques», в котором пытался найти квадратуру круга. Ученики Кенэ усмотрели в появлении этого труда признак упадка его умственных способностей. В это же время у Кенэ была отнята должность придворного врача.
Ему пришлось ещё порадоваться, узнав о назначении Тюрго первым министром; но он не дожил до его падения, расшатавшего веру физиократов в возможность осуществления «естественных законов общественной организации» при помощи абсолютной власти.

## Основные идеи

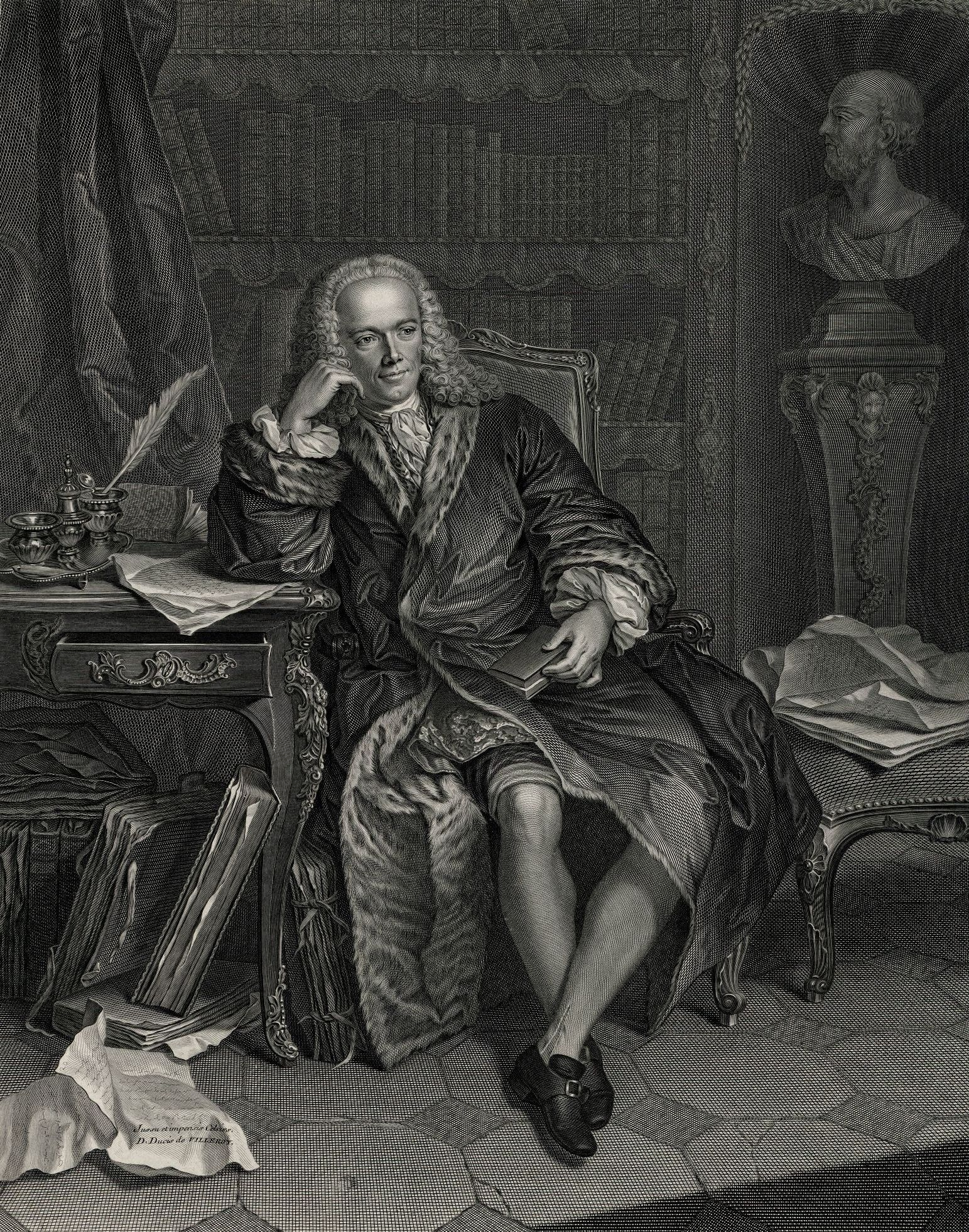
Портрет Франсуа Кенэ работы Иоганна Георга Вилле

По мнению Кенэ, в мире господствуют законы, установленные Божеством ко благу человека; но реальная жизнь находится в некотором противоречии с принципами естественного и благодетельного порядка. Это несоответствие Кенэ объясняет неразумным пользованием свободной волей и столкновением во всяком обществе двух интересов: чисто личного, который сводится к желанию испытывать наслаждение и избегать страданий, и разумно понимаемого, который учит человека, что, кроме обязанностей перед самим собой и кроме собственных желаний, существуют ещё обязанности перед другими людьми и Богом.
При полной свободе действий разумно понимаемый интерес приобретает господство, и устанавливается всеобщее счастье. Положительное право должно признать прежде всего первейший и основной закон — право каждого на свободу и на возможность пользоваться без помех своей собственностью. Забывая об историческом происхождении неравенства в обладании различными вещами, Кенэ признаёт за человеком безграничное право распоряжаться своей собственностью как ему угодно, ибо она является результатом его труда.
Всякий человек имеет право на существование и может требовать от общества обеспечения возможности трудиться; но общество обязано дать ему только минимально необходимое количество средств к существованию. Все остальное он может добывать где и как угодно; неравенство вытекает из природы вещей, установлено Творцом для поддержания общей гармонии и обусловливается различием в приобретательных способностях.
Во главе государства Кенэ ставит незыблемую абсолютную власть, которая, по его мнению, одна может осуществить и охранить порядок, основанный на свободном преследовании разумного интереса; только абсолютный монарх не заражён личным интересом, только он один может дать народу познание естественных законов, быть его верховным жрецом. В основу общественной организации Кенэ кладёт разделение общества на три класса: производительный класс, состоящий из земледельцев и создающий чистый доход, за счёт которого содержатся все классы; класс бесплодный, не создающий ничего нового, а только перерабатывающий добытое первым классом в другую форму, более пригодную для удовлетворения потребностей; класс собственников, ничего не создающий и не перерабатывающий, а только пользующийся чистым доходом.
Чистый доход от земли составляет основу всех рассуждений Кенэ. Он находил справедливым предоставить 4/7 его в пользу собственников, 1/7 в пользу духовенства и 2/7 взять в пользу государства. Существование класса собственников он обосновывал на необходимости свободных и не занятых сил для развития духовной культуры и управления государством. Система Кенэ оказала глубокое влияние на А. Смита и его последователей.

## Основные элементы теории Кенэ
Франсуа Кенэ выделил в общественном хозяйстве три группы агентов:
1. фермеры и наёмные рабочие аграрного сектора, «производительный класс»,
2. собственники земли — феодалы (к числу которых относился и король),
3. промышленники, купцы, ремесленники и другие занятые не в сельском хозяйстве, «бесплодный класс».

Согласно таблице, в рамках годичного воспроизводственного цикла происходят пять актов обращения продукции и денег, предваряемых выплатой земельной ренты: фермеры уплачивают землевладельцам 2 миллиарда ливров. Затем происходит сам процесс обращения:
1. собственники покупают у фермеров продукты питания на сумму 1 млрд ливров. Фермеры получают миллиард обратно, и эта сумма, как 1/5 годового продукта выводится из обращения;
2. собственники на второй миллиард ренты покупают у «бесплодного» класса изделия промышленности;
3. «бесплодный» класс на полученный миллиард покупает у фермеров продукты питания. Фермеры получают ещё один миллиард, и ещё одна пятая часть годового продукта выводится из обращения;
4. фермеры покупают у «бесплодного» промышленных изделий на 1 миллиард. Изделия заменяют те инструменты и материалы, стоимость которых вошла в стоимость произведённого годового продукта;
5. «бесплодный» класс покупает на этот миллиард сырьё у фермеров.

## Критика
Работа Кенэ была раскритикована Карлом Марксом. Он отверг аксиоматику таблицы, объявив теорию «чистого продукта» ложной, а концепцию разделения общества именно на три класса — неверной. По мнению Маркса, Кенэ не сумел отразить механизм воспроизводства в условиях становления капитализма и внутреннюю противоречивость этого механизма. С другой стороны, немецкий экономист позитивно отозвался о практических рекомендациях Кенэ, отметив их прогрессивный антифеодальный характер. Главная же заслуга физиократов, и прежде всего Кенэ, по его мнению — в том, что «… они в пределах буржуазного кругозора дали анализ капитала. Эта-то заслуга и делает их настоящими отцами современной политической экономии».
Согласно распространённой точке зрения, особенно среди марксистов, система Кенэ имеет только исторический интерес: все её главнейшие положения, якобы пали под ударами критики и воздействием жизненных фактов. Обосновывается это тем, что якобы никто более не верит в существование раз навсегда установленных законов общественной организации, а оптимистические надежды на действие разумно понимаемого интереса оказались иллюзией. Все виды труда, согласно марксизму, создают ценности; земля не создаёт чистого дохода, и производство совершается здесь при таких же общих законах, как и во всякой переработке и фабрикации.
Сторонники марксизма признают непреходящую ценность системы Кенэ только в некоторых аспектах, например в том, что обмен материальных благ совершается на началах их равноценности, зависящей от одинаковых затрат труда, и что только труд является основой материального благосостояния и культурного развития государств.
Несмотря на критику, влияние Кенэ на Маркса прослеживается в схемах простого и расширенного воспроизводства. Маркс выделяет два подразделения: I подразделение (производство средств производства) и II подразделение (производство предметов потребления). Решением этой модели являются условия реализации совокупного общественного продукта.
Тем не менее, существовали и иные взгляды на наследие Кенэ. Так, начиная с 1960-х гг. систему Кенэ творчески развивал Николай Руденко, а его достижения были высоко оценены Андреем Сахаровым в конце 1970-х., что доказало историческую важность наследия Кенэ как альтернативы марксизму в современном мире.
Считается, что составив фактически первый вариант схемы-таблицы межотраслевого баланса «затрат-выпуска», Кенэ проложил путь для последующих моделей экономического баланса Л. Вальраса, В. Леонтьева и Дж. фон Неймана.

## Литература

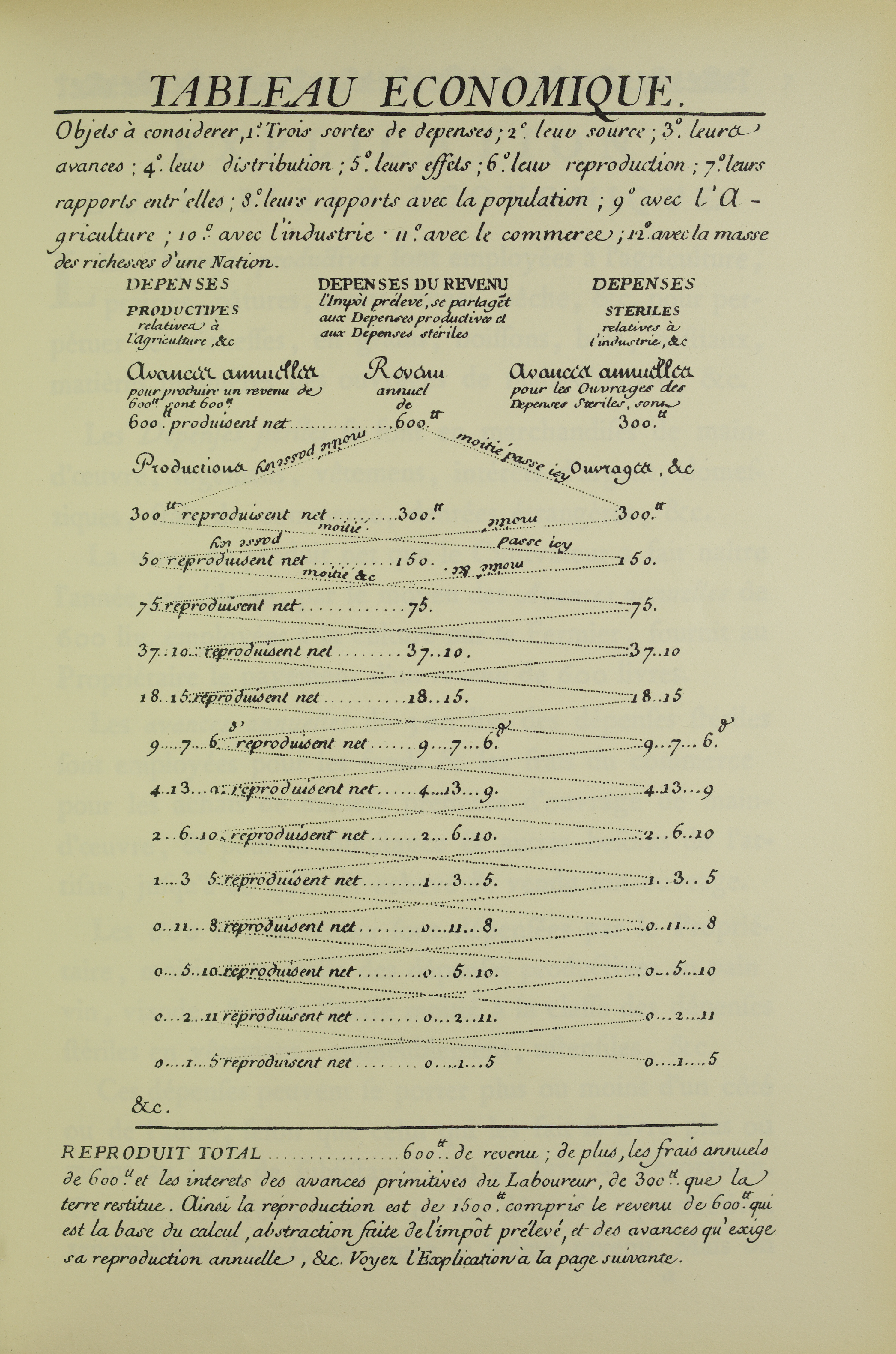
Tableau economique

### Список произведений
- Экономическая таблица Кенэ, 1758
- Кенэ Ф. Избранные экономические произведения. — М.: Соцэкгиз, 1960.
- Изд. соч. Кенэ: «Oeuvres économiques et philosophiques», с предисл. и примеч., сделано Онкеном (П., 1888).
- В серии «Антология экономической мысли» в 2008 году издательством «Эксмо» была выпущена книга: Ф. Кенэ, А. Р. Ж. Тюрго, П. С. Дюпон де Немур Физиократы. Избранные экономические произведения. (1200 с., ISBN 978-5-699-18767-6), в которой опубликованы следующие статьи Франсуа Кенэ:
  - Очевидность (с. 45—86);
  - Фермеры (с. 87—121);
  - Зерно (с. 122—182);
  - Население (с. 183—241);
  - Налоги (с. 242—278);
  - Объяснение «Экономической таблицы» (с. 279—287);
  - Философия земледелия (с. 288—326);
  - Естественное право (с. 327—339);
  - Ответ на мемуар г-на М. Х. (с. 340—349);
  - Анализ «Экономической таблицы» (вместе с существенными замечаниями) (с. 350—366);
  - О торговле (с. 367—406);
  - Общие принципы экономической политики земледельческого государства и примечания к этим принципам (с. 407—435);
  - О ремесленном труде (с. 436—458);
  - Китайский деспотизм (глава VIII) (с. 459—481);
  - Замечания относительно денежного процента (с. 482—487).